# Dnipro
Dnipro (in ucraino Дніпро?, Dnipró; in russo Днепр?, Dnepr), fino al 2016 Dnipropetrovs'k (in ucraino Дніпропетровськ?; in russo Днепропетровск?, Dnepropetrovsk), precedentemente fino al 1926 Ekaterinoslav (in russo Екатериносла́в?; in ucraino Катеринослав?, Katerynoslav), è una città dell'Ucraina. Ospita l'amministrazione dell'oblast' di Dnipropetrovs'k e del distretto di Dnipro. Nel 2022 aveva una popolazione di 968 502 abitanti.
Fino al 18 luglio 2020, Dnipro era classificata come città di rilevanza regionale e costituiva un comune autonomo rispetto al distretto di Dnipro, anche se ne costituiva il centro amministrativo. Nell'ambito della riforma amministrativa dell'Ucraina, che ha ridotto a sette il numero dei distretti dell'oblast' di Dnipropetrovs'k, la città è entrata a far parte del distretto di Dnipro.

## Geografia fisica

### Territorio
La città è situata sulle rive del fiume Dnepr nella parte orientale del paese a sud della capitale Kiev.

### Clima
Secondo la classificazione dei climi di Köppen, il clima di Dnipro appartiene al gruppo denominato Csa: clima temperato delle medie latitudini con la stagione estiva asciutta e calda e inverno fresco e piovoso. Dnipro ha un clima temperato continentale; le temperature sono fresche, con una media annua di 10,6 °C, mentre gli inverni sono freddi (0-4 °C); il gelo è molto frequente (74 giorni di gelo all'anno in media). La neve cade a Dnipro in media 41 giorni all'anno, ma pesanti nevicate sono rare. L'estate è arida e calda, generalmente torrida e di frequente si sente lo scirocco che, seppure in pochi casi, fa impennare le temperature massime oltre i 38 °C (record storico di 40,9 °C) ma con tassi di umidità che possono scendere anche sotto il 15%.
| Dnipro                       | Mesi | Mesi | Mesi | Mesi | Mesi | Mesi | Mesi | Mesi | Mesi | Mesi | Mesi | Mesi | Stagioni | Stagioni | Stagioni | Stagioni | Anno  |
| Dnipro                       | Gen  | Feb  | Mar  | Apr  | Mag  | Giu  | Lug  | Ago  | Set  | Ott  | Nov  | Dic  | Inv      | Pri      | Est      | Aut      | Anno  |
| ---------------------------- | ---- | ---- | ---- | ---- | ---- | ---- | ---- | ---- | ---- | ---- | ---- | ---- | -------- | -------- | -------- | -------- | ----- |
| T. max. media (°C)           | −1,0 | 0,6  | 7,8  | 16,9 | 25,4 | 27,8 | 30,1 | 29,9 | 23,3 | 14,4 | 7,3  | 0,6  | 0,1      | 16,7     | 29,3     | 15,0     | 15,3  |
| T. min. media (°C)           | −4,9 | −5,7 | −1,0 | 5,8  | 13,1 | 15,9 | 17,4 | 16,9 | 11,8 | 4,7  | 1,6  | −3,6 | −4,7     | 6,0      | 16,7     | 6,0      | 6,0   |
| Precipitazioni (mm)          | 76   | 56   | 52   | 46   | 34   | 30   | 26   | 22   | 25   | 28   | 72   | 102  | 234      | 132      | 78       | 125      | 569   |
| Giorni di pioggia            | 13   | 12   | 12   | 11   | 9    | 6    | 5    | 4    | 5    | 8    | 12   | 13   | 38       | 32       | 15       | 25       | 110   |
| Ore di soleggiamento mensili | 185  | 207  | 269  | 309  | 325  | 311  | 313  | 287  | 271  | 247  | 173  | 160  | 552      | 903      | 911      | 691      | 3 057 |

## Storia
I primi insediamenti nell'area risalgono a 150 000 anni fa, vi sono stati ritrovamenti di quest'epoca sull'isola Monastyrs'kyj, il popolamento dell'area aumentò dopo l'ultima glaciazione e tra il 3500 e il 2700 a.C. vi si insediarono le prime popolazioni di coltivatori. Nel I secolo giunsero nell'area le prime tribù slave. Le rocce dell'isola Monastyrs'kyj illustrano e confermano il loro primo viaggio dal fiume Dnepr al Mar Nero. Su quest'isola nel IX secolo fu fondato un monastero da un monaco bizantino (il nome attuale dell'isola significa del monastero), il monastero resistette fino al 1240 e venne in seguito distrutto dai Tatari. Il fiume Dnepr rappresentò per lungo tempo un confine fra popolazione, sulle sue rive vi furono frequenti battaglie tra i nomadi asiatici e slavi. Questa situazione continuò fino al XV secolo quando apparve un'altra forza, i cosacchi provenienti dall'area di Zaporižžja ("oltre le rapide"), una provincia a sud di Prydniprovye.
La storia della città di Dnipro ebbe inizio in seguito all'espansione dell'Impero russo nei territori dell'attuale Ucraina a seguito della vittoria nella guerra contro i turchi e del trattato di Küçük Kaynarca del 1774. Un primo insediamento di nome Ekaterinoslav, ("la gloria di Caterina") in onore di Caterina II, fu fondato nel 1777 a monte della confluenza del fiume Samara nel Dnepr per volontà del governatore di Azov Vasilij Cherthov su ordine del Principe Grigorij Aleksandrovič Potëmkin, governatore della Nuova Russia. Questo villaggio, oggi chiamato Novomoskovs'k, non riuscì tuttavia a svilupparsi a causa della sua posizione esposta alle alluvioni primaverili. Un atto ufficiale di Caterina II del 20 gennaio 1784 sancì la nascita della nuova Ekaterinoslav, posta sulla sponda destra del Dnepr, nei pressi dell'antico insediamento cosacco di Polovytsia. Il 20 maggio 1787 il nuovo insediamento fu proclamato capoluogo dell'omonimo vicereame. Vennero poi chiamati per volontà di Potëmkin alcuni illustri architetti russi per poter dotare Ekaterinoslav di nuove e moderne infrastrutture e costruzioni. La morte del Principe e di Caterina II, insieme allo scoppio di un nuovo conflitto con gli Ottomani e la carenza di manodopera fecero tuttavia naufragare l'ambizioso futuro della città.
Nel 1794 aprì ad Ekaterinoslav la prima manifattura tessile. Dal 1797 al 1802 la città fu ribattezzata Novorossyisk per volontà dello zar Paolo I e proclamata capitale del governatorato della Nuova Russia. Dal 1820 al 1925 fu capoluogo della Gubernija di Ekaterinoslav. Per tutta la prima metà del XIX secolo la città rimase un centro agro-industriale di modeste dimensioni. La scoperta di grandi giacimenti di carbone a Juzovka (l'attuale Donec'k), di ferro a Kryvyj Rih e di manganese a Nikopol' diede l'impulso a costruire una ferrovia che collegasse le località minerarie. Ekaterinoslav divenne il punto di passaggio sul Dnepr della nuova tratta ferroviaria, aperta al transito nel 1884, e di conseguenza la sua importanza strategica crebbe enormemente. Da piccolo centro di provincia la città divenne in pochi decenni un grande centro industriale e commerciale con nuovi quartieri operai sorti ai margini della città. Nel 1897 fu inaugurata la rete tranviaria elettrica urbana.
Nel corso della rivoluzione del 1905 che seguì la sconfitta nella guerra contro il Giappone anche ad Ekaterinoslav si verificarono durissimi scontri che causarono decine di vittime. Dal 21 al 23 ottobre dello stesso anno la città fu teatro di un violentissimo pogrom che causò la morte di 66 ebrei. Nel 1917, dopo lo scoppio della rivoluzione di febbraio, i bolscevichi cercarono invano di prendere il possesso della città. Con la ratifica del trattato di Brest-Litovsk del 1918 Ekaterinoslav fu assegnata al territorio della neonata Repubblica Popolare Ucraina. Il 5 aprile dello stesso anno la città fu occupata dalle truppe degli Imperi centrali in appoggio all'etmano Pavlo Petrovyč Skoropads'kyj. Per tutta la durata della guerra d'indipendenza ucraina Ekaterinoslav fu conquistata più volte dalle varie fazioni in lotta, come le truppe anarchiche di Nestor Machno o l'Armata dei Volontari del generale Denikin. In questa situazione estremamente instabile e convulsa si verificarono nuovi violenti attacchi e saccheggi, compiuti sia dall'Armata Rossa che da quella Bianca oltre che da bande locali, contro la locale comunità ebraica che ebbe a piangere centinaia di morti. Nel 1919 i bolscevichi presero definitivamente il controllo della città. Nel 1926 assunse il nome Dnepropetrovsk, dalla combinazione del fiume Dnepr (Dnipro in ucraino) con il cognome del leader sovietico Grigorij Petrovskij.
Fu occupata dalle truppe tedesche della Wehrmacht il 17 agosto  1941 nel corso dell'Operazione Barbarossa. Nonostante molti degli 80 000 ebrei residenti da Dnepropetrovsk fossero riusciti a lasciare la città prima dell'arrivo dei nazisti, tanti altri invece rimasero in balia degli occupanti. Alla fine di settembre 1941 un primo gruppo di 179 ebrei fu massacrato dall'Einsatzkommando 5 dell'Einsatzgruppe C. Tra il 13 ed il 14 ottobre 1941 11 000 ebrei furono assassinati nei dintorni della città. Sul finire dell'anno si registrarono altri massacri, tanto che nel 1942 si contavano solo 700 ebrei, successivamente uccisi.
La città venne liberata dall'Armata Rossa sovietica il 25 ottobre 1943 nel corso dell'offensiva del basso Dnepr.
Il 19 maggio 2016 il parlamento ucraino ha deciso di cambiare il nome della città in Dnipro, come parte del processo di decomunistizzazione.

## Monumenti e luoghi d'interesse
- Cattedrale della Trasfigurazione
- Cattedrale dei Santi Pietro e Paolo
- Sinagoga della Rosa d'Oro, nel Centro Menorah
- Piazza della Cattedrale
- Parco Taras Ševčenko
- Parco Lazar Hloba

## Cultura

### Istruzione

#### Musei

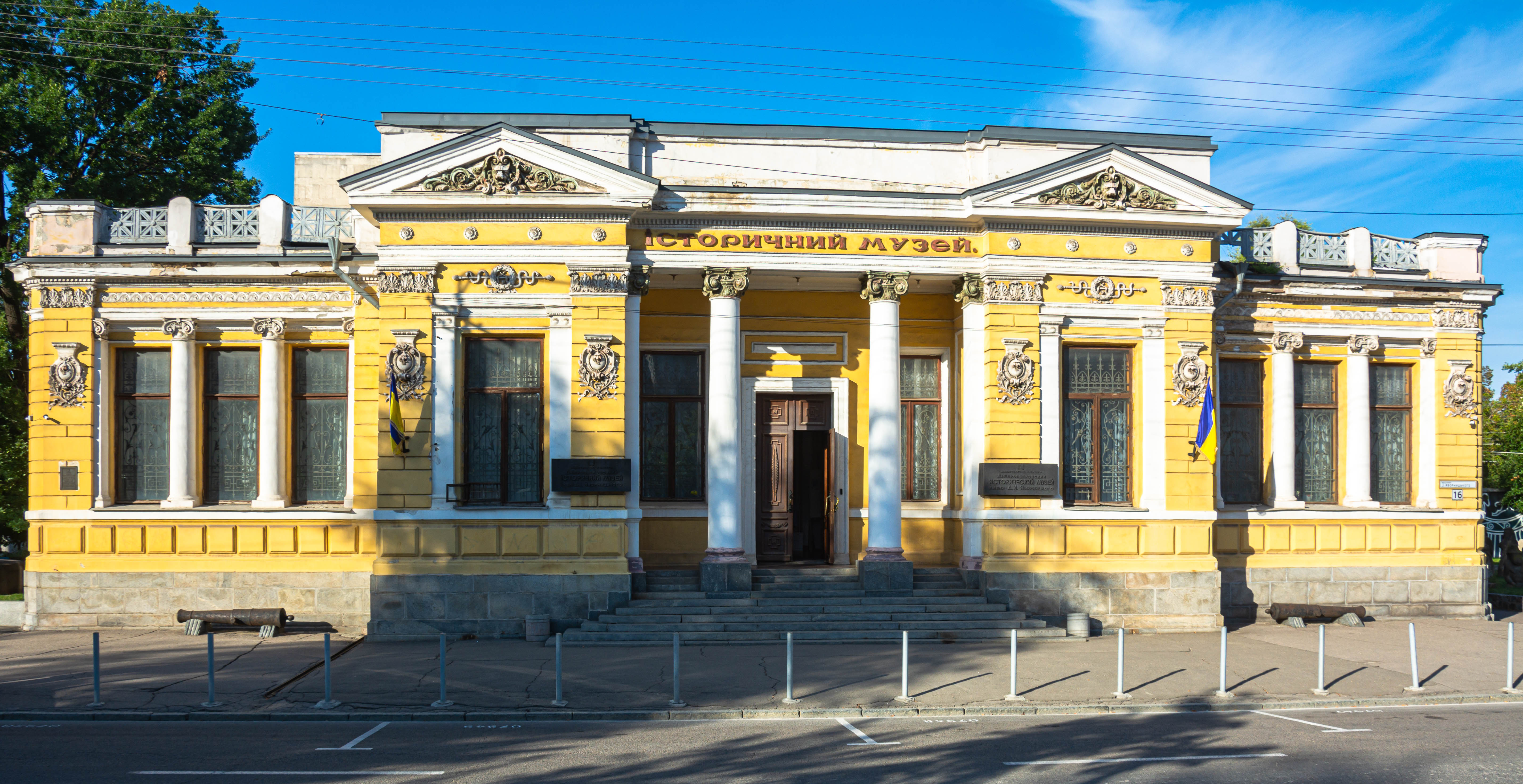
Museo storico di Dnipro

- Museo di storia "Dmytro Javornyc'kyj"
- Museo d'Arte
- Museo della Tecnologia
- Museo della Pittura Ucraina
- Museo Ebraico
- Museo della Moneta
- Museo della Guerra

#### Università
- Università Nazionale Oles' Hončar, fondata nel 1918, è suddivisa in venti facoltà.
- Politecnico di Dnipro
- Università Statale di Medicina
- Accademia di Metallurgia dell'Ucraina

## Caratteristiche
Dnipro in epoca sovietica era uno dei centri-chiave della produzione di armi nucleari e dello sviluppo del programma spaziale dell'Unione Sovietica. Per questo motivo la città è rimasta per lungo tempo inaccessibile, infatti fino agli anni 1990 l'accesso era consentito solo con un apposito permesso del governo.

## Economia
A Dnipro hanno sede industrie di stato ucraine che progettano e costruiscono componenti aerospaziali e vettori missilistici, fra cui il Deržavne konstruktos'ke bjuro Južnoe e la Южмаш, Južmaš, che si occupa di produzione e progettazione meccanica e spaziale (Южмаш, Južmaš).

## Infrastrutture e trasporti
Il Ponte Merefa-Cherson è il principale della città.

### Mobilità cittadina
La città è servita dal 1995 da una metropolitana con una linea di 7,1 km e da una rete tranviaria.

### Aeroporti
L'Aeroporto internazionale di Dnipro (IATA: DNK) è situato a 15 km a sud-est del centro di Dnipro e collega l'Ucraina centrale con alcune delle principali città dell'Europa centrale ed orientale.

### Ferrovie
La città è servita da una grande stazione ferroviaria che garantisce collegamenti con le principali del paese.

## Amministrazione

### Gemellaggi
- Lexington, Massachusetts, Stati Uniti
- Ploiești, Romania
- Xi'an, Cina
- Herzliya, Israele
- Wałbrzych, Polonia

## Sport

### Calcio
La squadra principale della città era il Dnipro, che nel 2014-2015 ha disputato la finale della UEFA Europa League 2014-2015 perdendo contro il Siviglia col punteggio di 2-3. Alla cessazione delle attività di questa, a causa del dissesto economico intercorso tra il 2016 e il 2019, le subentra come principale squadra della città il Dnipro-1, nato solo nel 2017 ma partecipante alla Prem"jer-liha già nel 2019-2020.
Nel 2008 ha aperto i battenti la nuova Dnipro Arena, un moderno stadio con una capienza di oltre 31 000 spettatori che è andata a rimpiazzare il vecchio impianto Meteor.

### Pallacanestro
La squadra principale della città è il BK Dnipro. Ha partecipato alla Super-Liha vincendo la stagione 2015-2016. Il BK Dnipro ha vinto la Coppa d'Ucraina nel 2011.